# Poltys elevatus
Poltys elevatus là một loài nhện trong họ Araneidae.
Loài này thuộc chi Poltys. Poltys elevatus được Tord Tamerlan Teodor Thorell miêu tả năm 1890.